# Omar Elabdellaoui
Omar Elabdellaoui, né le 5 décembre 1991 à Oslo en Norvège, est un footballeur international norvégien d'origine Marocain qui évolue au poste d'arrière droit au FK Bodø/Glimt.
Il est le cousin de Mohammed et Mustafa Abdellaoue.

## Biographie

### Manchester City
Après avoir joué pour le club norvégien de Skeid, Elabdellaoui rejoint le club anglais de Manchester City à l'âge de 16 ans. Scott Sellars, entraîneur de l'équipe U18 de City, déclare dans une interview à la télévision norvégienne de TV 2 en janvier 2010 que Elabdellaoui a "un grand avenir". 
Elabdellaoui fait des efforts impressionnants avec l'équipe réserve et se voit convoqué en équipe première durant la saison 2010-2011. Il est sur le banc contre la Juventus en Ligue Europa le 16 décembre 2010. Il joue au total 12 matchs et marque un but en faveur de la réserve de Manchester City.

### Strømsgodset IF
Le 31 mars 2011, le dernier jour des transferts en Norvège, Elabdellaoui est prêté à Strømsgodset jusqu'à la pré-saison de City qui commence en juillet. A Strømsgodset, il retrouve ses coéquipiers de City, Mohammed Abu et Razak Nuhu. 
Elabdellaoui fait ses débuts pour Strømsgodset en Tippeligaen (D1) contre l'IK Start le 3 avril 2011. Il remplace Fredrik Nordkvelle à la 68e minute de la partie (défaite 5-1). Il joue huit matches en championnat avant de se fracturer le pied lors d'une rencontre de championnat contre Fredrikstad FK le 28 mai 2011. Il retourne à Manchester City pour se faire soigner. Le 1er septembre, il revient à Strømsgodset où il reste jusqu'à la fin de la saison 2011, jouant 13 matchs, marquant un but et effectuant une passe décisive.

### Feyenoord Rotterdam
En juin 2012, Elabdellaoui signe un contrat de deux ans avec City,. Il est dans la foulée prêté au club néerlandais du Feyenoord Rotterdam pour la saison 2012-13. Son coéquipier de City, John Guidetti, prêté au même club lors de la saison 2011-12, recommande Elabdellaoui à Feyenoord et conseille Eladbellaoui d'accepter l'offre de Feyenoord si Manchester City accepte le deal,. Guidetti déclare que Elabdellaoui est un renfort parfait pour Feyenoord parce qu'il est fort physiquement, techniquement bien équipé et possède une lecture rapide du jeu. Selon le directeur technique de Feyenoord Martin van Geel, Elabdellaoui peut jouer comme ailier gauche ou droit, mais peut aussi jouer comme milieu offensif.  
Elabdellaoui fait ses débuts pour Feyenoord en Eredivisie (D1) contre le Vitesse Arnhem le 2 septembre 2012. Il remplace Sekou Cissé à la 62e minute de la partie (défaite 1-0).
Elabdellaoui joue cinq matches pour Feyenoord, dont quatre comme remplaçant, jusqu'à ce qu'il demande en janvier 2013 d'être libéré du club. Il souhaite en effet jouer régulièrement et se rend compte que ses chances à Feyenoord sont limitées, où il est en compétition avec les autres défenseurs international néerlandais.

### Eintracht Brunswick
Le 20 janvier 2013, Elabdellaoui est prêté avec option d'achat au club allemand de l'Eintracht Brunswick pour le second semestre de la saison 2012-13. Elabdellaoui fait ses débuts pour l'Eintracht Brunswick en 2. Bundesliga (D2) comme titulaire contre le SC Paderborn le 2 février 2013 (victoire 2-1) . Il joue 14 matches en 2. Bundesliga et ensuite Eintracht Brunswick se voit promu en Bundesliga (D1) à la fin de la saison. 
À l'issue de cette saison, l'option d'achat qui était comprise dans le prêt est levée, et le joueur signe alors dans le club pour deux saisons jusqu'en 2015. Il fait ses débuts en Bundesliga comme titulaire contre le Werder Brême le 10 août 2013 (défaite 1-0),. Le 15 septembre 2013, il marque son premier but en Bundesliga contre le FC Nuremberg (1-1).

### Équipe nationale

#### Parcours avec les équipes de jeunes
Elabdellaoui débute en espoirs le 17 octobre 2010 comme titulaire dans un match amical contre la Grèce espoirs. Il se qualifie pour le championnat d'Europe espoirs 2013, après avoir notamment battu l'équipe de France espoirs en match de barrage : défaite 1-0 au match aller au Stade Océane du Havre, puis victoire 5-3 au match retour disputé à Drammen, dans le stade de son club.
Le 7 mai 2013, Elabdellaoui est inclus dans la liste provisoire délivrée par l'entraîneur Tor Ole Skullerud en vue du championnat d'Europe espoirs 2013. Le 22 mai, son nom apparaît parmi les 23 joueurs choisis pour disputer l'événement. La sélection norvégienne passe la phase de groupes, avant d'être éliminée par l'équipe d'Espagne espoirs. En vertu du règlement, la Norvège obtient la médaille de bronze à égalité avec les Pays-Bas espoirs, l'autre demi-finaliste battu.

#### Parcours en A
Omar Elabdellaoui est convoqué pour la première fois par le sélectionneur national Egil Olsen pour un match amical face à la Suède le 14 août 2013. Il honore ainsi sa première sélection en tant que titulaire. Il est remplacé à la 72e minute par Espen Ruud (défaite 4-2).
Il compte 15 sélections et zéro but avec l'équipe de Norvège depuis 2013.

## Statistiques
| Saison                | Club                  | Championnat           | Championnat | Championnat | Coupe(s) nationale(s) | Coupe(s) nationale(s) | Compétition(s) continentale(s) | Compétition(s) continentale(s) | Compétition(s) continentale(s) | Norvège | Norvège | Total | Total |
| Saison                | Club                  | Division              | M.          | B.          | M.                    | B.                    | Comp.                          | M.                             | B.                             | M.      | B.      | M.    | B.    |
| 2011                  | Strømsgodset          | Tippeligaen           | 10          | 0           | 3                     | 1                     | -                              | -                              | -                              | -       | -       | 13    | 1     |
| 2012 - 2013           | Feyenoord             | Eredivisie            | 5           | 0           | 1                     | 0                     | C3                             | 1                              | 0                              | -       | -       | 7     | 0     |
| 2012 - 2013           | Eintracht Brunswick   | 2. Bundesliga         | 14          | 0           | -                     | -                     | -                              | -                              | -                              | -       | -       | 14    | 0     |
| 2013 - 2014           | Eintracht Brunswick   | Bundesliga            | 20          | 1           | 1                     | 0                     | -                              | -                              | -                              | 6       | 0       | 27    | 1     |
| Total sur la carrière | Total sur la carrière | Total sur la carrière | 49          | 1           | 5                     | 1                     | -                              | 1                              | 0                              | 6       | 0       | 61    | 2     |

1. ↑  Jusqu'en janvier 2013.

## Palmarès
- Championnat de Grèce : 2015, 2016 et 2017

 FK Bodø/Glimt
- Championnat de Norvège (1) :
  - Champion : 2023.